# Black Swan (album)
Black Swan is het vierde studioalbum van de Britse muziekgroep Athlete. Het is hun eerste muziekalbum dat uitgegeven werd door Fiction Records. De titel van het album kwam uit het boek The Black Swan van Nassim Nicholas Taleb, waarin gesteld wordt dat het leven voornamelijk bestaat uit schokken in goede of kwade context. De band voelde, dat hun loopbaan op dezelfde manier verliep. De titelsong “Black Swan Song” gaat over de plotselinge dood van Potts vader en verwijst naar de mythe rond de De zwarte zwaan. Eeuwenlang dacht men dat deze vogel niet bestond. Na een ontdekkingsreis naar Australië bleek het dier daar gewoon voor te komen. Potts dacht dat zijn vader het eeuwige leven had, wat niet het geval bleek. Het album werd opgenomen in Los Angeles en Londen.

## Musici
Joel Pott – zang, gitaar
Carey Willis – basgitaar
Tim Wanstall – toetsinstrumenten
Stephen Roberts – slagwerk
Johnny Pilcher – aanvullend gitaarwerk
Strijkkwartet op tracks 3 en 8: Prabiote Osahn, Stella Page (viool), Amanda Drummond (altviool), Rhian Potts (cello)

## Composities
Het muziekalbum kwam in twee versies uit: de enkele compact disc en een dubbel-cd met extra tracks, beide bandcomposities:

### Cd1
1. "Superhuman Touch" - 3:58
2. "The Getaway" - 4:32
3. "Black Swan Song" - 4:50
4. "Don't Hold Your Breath" - 4:34
5. "Love Come Rescue" - 2:53
6. "Light the Way" - 5:27
7. "The Unknown" - 4:44
8. "Awkward Goodbye" - 3:59
9. "Magical Mistakes" - 4:43
10. "Rubik's Cube" - 4:31

### Cd2
1. "Lucky As Hell" - 0:45
2. "Animations" - 3:13
3. "Wild Wolves" - 3:02
4. "Sky Diver" - 3:39
5. "Ordinary Angel" - 3:49
6. "Black Swan Song (Acoustic)" - 4:55
7. "Needle on a Record" - 2:40

## Singles
De eerste drie tracks werden ook als single uitgegeven, in Nederland haalde Superhuman Touch de Kink 40:
- Superhuman Touch werd daarin aangevuld met Long Way to Run;
- The Getaway met Superhuman Touch, Black Swan Song (akoestische versie) en Wild Wolves; een download single voor de Amerikaanse markt;
- Black Swan Song